# راکی‌هاک (کارولینای شمالی)
راکی‌هاک (به انگلیسی: Rockyhock) یک منطقهٔ مسکونی در ایالات متحده آمریکا است که در کارولینای شمالی واقع شده‌است. راکی‌هاک ۷٫۹۲ متر بالاتر از سطح دریا واقع شده‌است.